# Trinisaura
Trinisaura là một chi khủng long, được Coria Moly Reguero Santillana & Marenssi mô tả khoa học năm 2013.